# Olis
Olis ist ein männlicher Vorname.

## Herkunft und Bedeutung
Der Name Olis geht zurück auf den Kosaken im Lied Schöne Minka in der Übertragung von Christoph August Tiedge.

## Verbreitung
Olis ist ein sehr seltener Name. In Deutschland waren im Jahr 1998 nur 4 Telefonanschlüsse mit dem Vornamen Olis registriert.